# Belize
Belize je malý stát na východním pobřeží Střední Ameriky. Na severozápadě sousedí s Mexikem a na západě a na jihu s Guatemalou. Hlavou státu je král Karel III.

## Historie

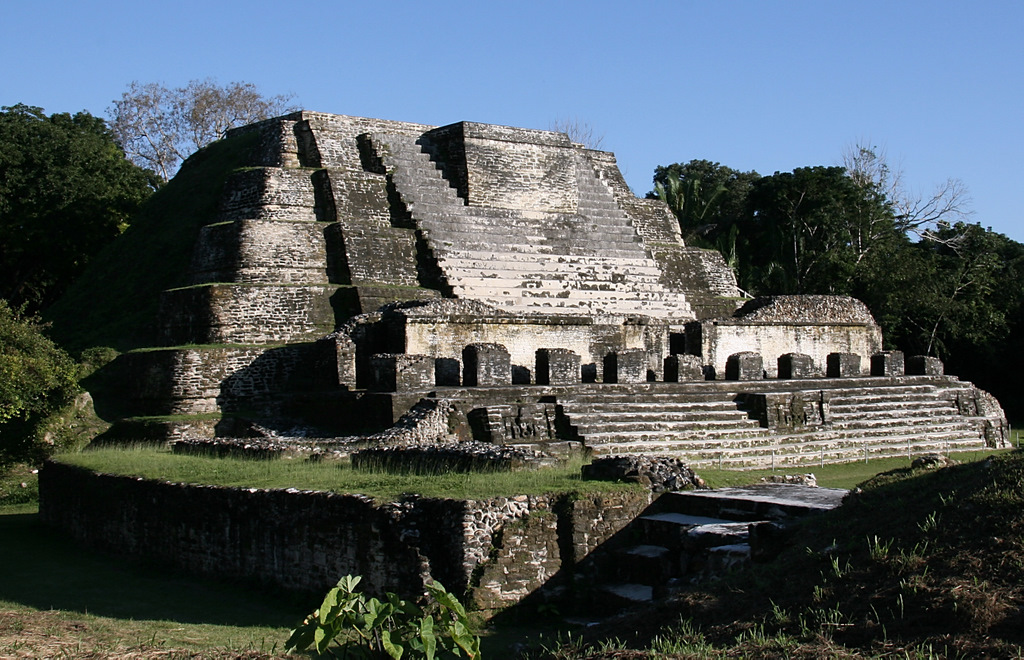
Altun Ha - jedna z mnoha významných památek mayské kultury

Ve 3. až 9. století bylo území součástí mayské říše a vzkvétala zde mayská kultura. O mezidobí až do roku 1520, kdy Španělé tuto oblast prohlásili za součást Guatemaly, není příliš mnoho informací. V 17. století se v zemi usadili britští dřevorubci, kteří zde začali těžit dřevo pro stavbu lodí Královského námořnictva, a území pak postupně ovládli Britové, kteří ho v roce 1862 přejmenovali na Britský Honduras s hlavním městem Belize City.
V roce 1964 získala kolonie vnitřní autonomii, v roce 1973 byla přejmenována na Belize a konečně 21. září 1981 získala nezávislost. Avšak v zemi zůstaly britské ozbrojené síly, aby Belize chránily před útoky ze strany Guatemaly, která nový stát uznala až v roce 1991 a formálně považovala Belize za své území. Belize je dnes členským státem Commonwealthu. Britského panovníka v Belize zastupuje generální guvernér. Od získání nezávislosti zastávali tuto funkci pouze dva lidé. Od 21. září 1981 do 17. listopadu 1993 to byla Elmira Minita Gordonová, po ní nastoupil Sir Colville Norbert Young. Od roku 2021 je guvernérkou Froyla Tzalam. Belize je zapojeno do několika regionálních integračních organizací např. karibského CARICOMU a středoamerického SICA a je členským státem dalších mezistátních amerických organizací (např. Sdružení karibských států, Latinskoamerický hospodářský systém, Společenství latinskoamerických a karibských států, Petrocaribe).

## Státní symboly

### Vlajka
Belizská vlajka je tvořena modrým listem o poměru stran 2:3 se dvěma vodorovnými červenými pruhy o šířce 1/10 šířky vlajky při horním a dolním okraji a s kruhovým státním znakem uprostřed o průměru 3/5 šířky listu.

### Znak
Belizský státní znak je tvořen štítem, rozděleným obráceným vidlicovým řezem na tři části. V prvním, stříbrném poli jsou, v přirozených barvách, zkříženy palice a pádlo. Ve druhém, zlatém poli jsou zkříženy sekera a pila se dvěma držadly (opět přirozených barev). Ve třetím, prostředním poli je zobrazen trojstěžník s rozvinutými plachtami, plující na moři heraldicky doprava. Štítonoši jsou dva lidé, oblečení pouze do bílých kalhot, heraldicky pravý je definován jako kreol, drží v pravé ruce přes rameno sekeru, levý štítonoš je černoch, držící v levé ruce přes rameno pádlo. Oba stojí na zeleném pažitu. Ze štítu vyrůstá v horní části mahagonovník. Pod štítem a pažitem je volně umístěná stříbrná, modře podšitá a několikrát přeložená stuha s černým latinským mottem SUB UMBRA FLOREO (česky Ve stínu rozkvétám). Celý výjev je obklopen zeleným, vavřínovým věncem s 50 lístky, rostoucími proti směru hodinových ručiček.

## Přírodní podmínky

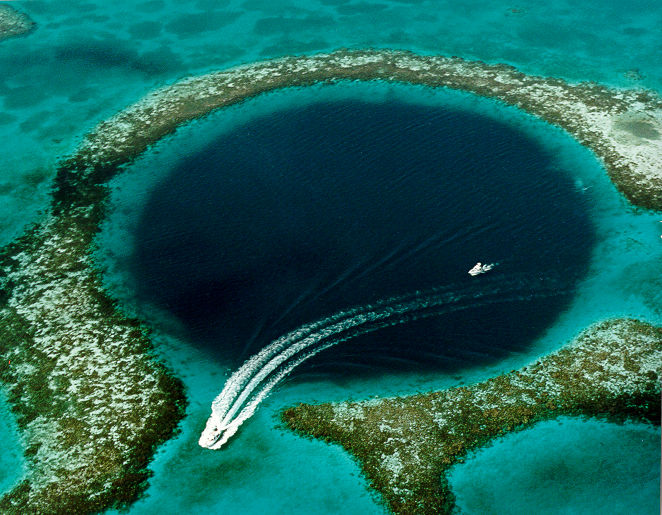
Velká modrá díra

Většinu území státu pokrývá pobřežní nížina, pouze na jihovýchodě se zvedají Mayské hory, které přesahují 1000 m n. m. Východní pobřeží Honduraského zálivu je lemováno skupinou 130 písečných ostrůvků a korálových útesů, která je známá pod společným názvem Belizský bariérový útes (součást Mezoamerického korálového útesu, největšího korálového útesu na západní polokouli) a je zapsána do světového dědictví UNESCO v ohrožení. Největšími řekami jsou Belize a na hranicích s Mexikem Hondo.
Dřevařský průmysl způsobil vykácení obrovských ploch tropického lesa, ale v současné době byly v Belize vyhlášeny národní parky a další chráněná území a přijaty projekty na ochranu přírody. V současnosti je 18,53 % rozlohy státu (počítá se jak pevnina, tak vodní plocha výsostných vod) pod určitým stupněm ochrany. V roce 2010 pokrývaly lesy 62% rozlohy státu.
Klimatické podmínky jsou v různých částech státu rozdílné, ovlivňované severovýchodními pasáty. V Köppenově klasifikaci podnebí jsou zařazeny do třech rozdílných kategorií: podnebí tropického dešťového pralesa (Af), tropické monzunové podnebí (Am), savanové podnebí se suchými zimami (Aw). Sever země je sušší, zatímco na jihu srážkový úhrn dosahuje až 4000 mm. Průměrné roční teploty se pohybují mezi 23 °C až 28 °C.

## Hospodářství
Belize je rozvojový stát, kde příjem státu závisí na zemědělství, turismu a těžbě přírodních surovin. Podle Světové banky hrubý domácí produkt přepočtený na 1 obyvatele a jeho paritu kupní síly dosáhl v roce 2018 hodnoty 8 648 mezinárodních dolarů. Na plantážích se pěstuje cukrová třtina, malé farmy produkují pomeranče, grepy, fazole, banány, kukuřici a kokosové ořechy. Význam má i chov dobytka a rybolov (ryby, krevety, humři). Nejvýznamnější exportní surovinou je třtinový cukr, následovaný banány a jiným tropickým ovocem a džusy z nich, dále mořské plody.
Turisticky přitažlivé jsou ostrovy a korálové útesy při pobřeží. Příjmy z turismu v roce 2009 představovaly téměř 19 % celkového státního HDP.

## Obyvatelstvo

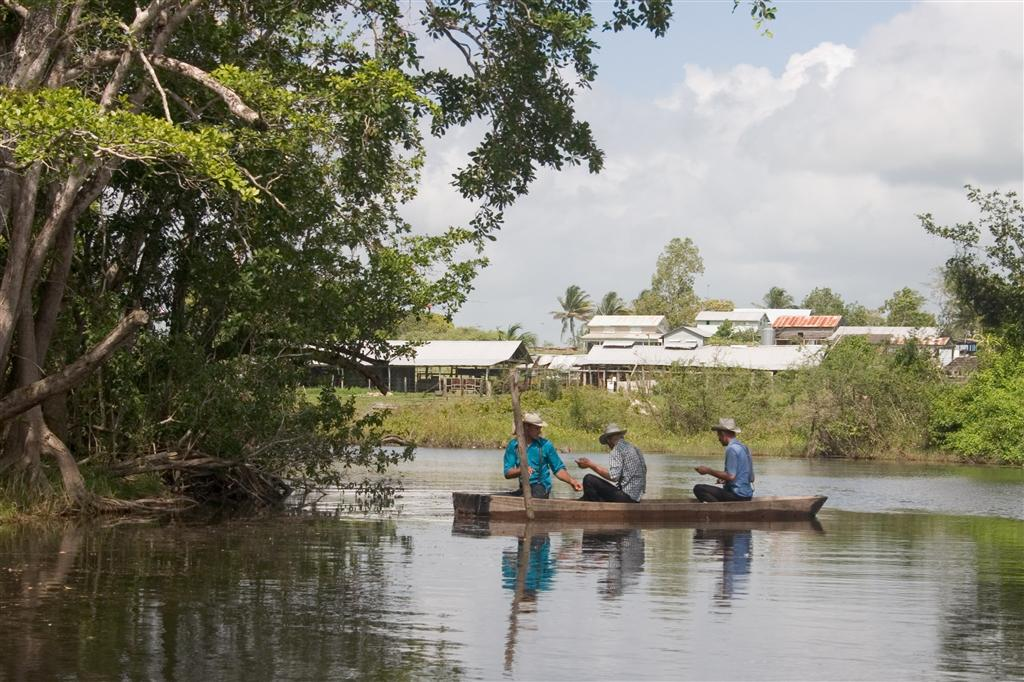
Mennonité v Belize

Belize je nejméně lidnatou zemí Střední Ameriky. Obyvatelé jsou potomci afrických otroků, Mayů, evropských osadníků nebo míšenců těchto skupin. Většinou žijí v pobřežních oblastech. Úředním jazykem je angličtina, více než polovina populace ovšem mluví také španělsky, používá se i belizská kreolština a původní jazyky (garífuna, mayské jazyky). V roce 2022 mesticové tvořili 51,7 % obyvatelstva státu, Kriolové 25,2 %, Mayové 9,8 % a indiáni kmene Garífuna 4,0.

### Náboženství
Většina obyvatelstva se hlásí ke křesťanství. Náboženská svoboda je zaručena ústavou.

## Kultura

### Sport
Kromě olympijských her se belizští atleti účastní regionálních Středoamerických a karibských her a her Commonwealthu. Fotbalová reprezentace se účastní mimo jiné Středoamerického poháru.

## Administrativní dělení

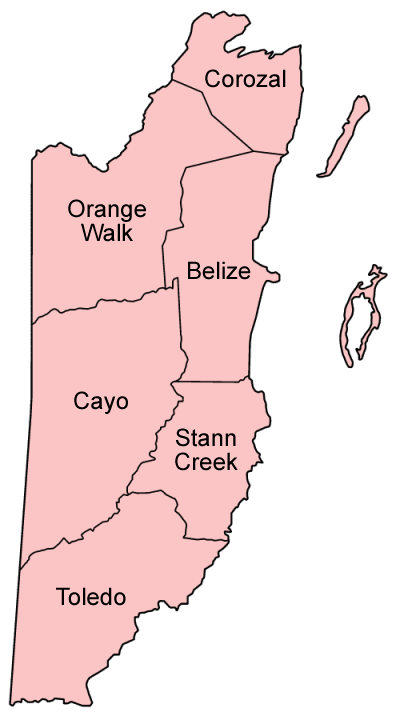

Belize se dělí na šest distriktů. Tyto distrikty jsou ještě rozděleny na 31 okresů.
| Distrikt    | Hlavní město     | Rozloha (km²) | Obyvatelstvo (2022) |
| ----------- | ---------------- | ------------- | ------------------- |
| Belize      | Belize City      | 4 204         | 113 630             |
| Cayo        | San Ignacio      | 5 338         | 99 105              |
| Corozal     | Corozal Town     | 1 860         | 45 310              |
| Orange Walk | Orange Walk Town | 4 737         | 54 152              |
| Stann Creek | Dangriga         | 2 176         | 48 162              |
| Toledo      | Punta Gorda      | 4 648         | 37 124              |
| Belize      | Belmopan         | 22 963        | 397 483             |